# Spookermonde
Spookermonde (Engels: Spooksville) is een kinderboekenserie, bestaande uit 24 boeken, van de Amerikaanse auteur Christopher Pike. De serie speelt zich af in een afgelegen stadje in de Verenigde Staten en gaat over het leven van vijf jeugdige inwoners ervan. Een televisieserie gebaseerd op de reeks verscheen in het najaar van 2013 op het Amerikaanse digitale televisiekanaal Hub Network en werd na één seizoen gecanceld.

## Verhaal
De Spookermonde-boeken gaan over een groep vrienden dat in hun wonderlijke thuisstadje een breed scala aan bovennatuurlijke en onverklaarbare gebeurtenissen meemaakt. De verhalen van de boeken draaien onder andere over interdimensionaal reizen, tijdreizen, buitenaards leven en interstellair reizen en de fictieve geschiedenis van de verloren continenten Mu/Lemuria en Atlantis. 

## Personages
De hoofdfiguren in de serie zijn vijf vrienden:
- Adam Freeman
- Watch
- Sara Wilcox
- Cindy Makey
- Bryce Poole

## Boeken

### Nederlandse vertalingen
De volgende boeken verschenen reeds in het Nederlands:
1. Het Geheime Pad
2. De Jammergeest
3. De Duistere Grot
4. Vreemd Volk
5. Het IJsvolk
6. Heksenwraak
7. De Dubbelgangers
8. Het Kleine Volkje
9. De Wenssteen
10. De Strekenkat

### Engelstalig
De volgende boeken verschenen tot op heden nog niet in het Nederlands:
1. The Deadly Past
2. The Hidden Beast
3. Creature in the Teacher (in het Verenigd Koninkrijk uitgegeven als Alien Invasion)
4. The Evil House
5. Invasion of the No Ones
6. Time Terror
7. The Thing in the Closet
8. Attack of the Killer Crabs
9. Night of the Vampire
10. The Dangerous Quest
11. The Living Dead
12. The Creepy Creature
13. Phone Fear
14. The Witch's Gift